# Плиш, Богдан Иосифович
Богдан Иосифович Плиш (род. 4 июня 1977, Мукачево) — украинский музыкант, хормейстер, дирижёр, народный артист Украины (2021), заслуженный деятель искусств Украины (2013).

## Биография
Родился Богдан Плиш 4 июня 1977 года в городе Мукачево Закарпатской области Украинской ССР.
Завершил обучение в Мукачевской хоровой школе мальчиков и юношей, у руководителя — Владимира Волонтира. В 2001 году окончил обучение в Национальной музыкальной академии Украины имени Петра Чайковского по направлению хоровое дирижирование, в классе народного артиста СССР, профессора Льва Венедиктова. В 2006 году окончил обучение по направлению оперно-симфоническое дирижирование, в классе народного артиста Украины, профессора Романа Кофмана). Также прошёл ассистентуру-стажировку у Льва Венедиктова.
В 2002 году стал художественным руководителем и дирижёром камерного хора «Кредо», был регентом церковного хора храма Архангела Гавриила при телерадиокомпании «Глас». В 2013 году — главный хормейстер, дирижёр ансамбля камерной музыки имени Бориса Лятошинского.
В 2002 году — суфлёр, с 2007 по 2013 годы — хормейстер, а с 2013 года — главный хормейстер Национального академического театра оперы и балета Украины имени Тараса Шевченко. Богдан Плиш является хормейстер-постановщиком опер «Боярыня» Виталия Кирейка, «Любовный напиток» Гаэтано Доницетти, «Золушка» Джоаккино Россини, «Дон Карлос» Джузеппе Верди, «Сказка о царе Салтане» Николая Римского-Корсакова, «Флория Тоска», «Богема» Джакомо Пуччини, хоровых сцен в балете «Грек Зорба» Микисом Теодоракиса.
Сотрудничает с самыми известными композиторами Украины — Евгением Станковичем, Лесей Дичко, Валентином Сильвестровым, Мирославом Скориком, Анной Гаврилец, Виктором Степурко, Михаилом Шухом.
Проживает в Киеве.

## Награды
- Народный артист Украины (23.08.2021)[3],
- Заслуженный деятель искусств Украины (18.05.2013),
- гран-при III Всеукраинского конкурса хоровых дирижеров (2005);
- лауреат премии имени Левка Ревуцкого.